# Gustave Gallet
Pour les articles homonymes, voir Gallet.
Gustave Gallet (nom de scène de Gustave Julien Gautier) est un acteur français, né le 7 avril 1875 à Nantes et mort le 20 novembre 1955 à Paris.

## Biographie
Comédien de seconds rôles, il interprète sur scène des rôles dans des pièces de Louis Verneuil, Robert de Flers et Francis de Croisset, Édouard Bourdet ou Marcel Achard. Au cinéma, il débute en 1931 et apparaît dans une cinquantaine de films jusqu'en 1951.
Gustave Gallet meurt à son domicile 39 rue Brochant dans le 17e arrondissement de Paris le 20 novembre 1955.
Il repose au cimetière de Saint-Ouen (4e division).

## Théâtre
- 1911 : L'Incident du 7 avril de Tristan Bernard, théâtre de l'Athénée : Tribadel
- 1912 : Le Cœur dispose de Francis de Croisset, théâtre de l'Athénée : Bourgeot
- 1914 : Le Mannequin de Paul Gavault, Comédie Marigny : Jules Gréhart
- 1922 :
  - Atout… cœur ! de Félix Gandéra, théâtre de l'Athénée : Lefol
  - La Sonnette d'alarme de Maurice Hennequin et Romain Coolus, théâtre de l'Athénée : Raoul Lepinchois
- 1923 : Romance de Robert de Flers et Francis de Croisset d'après Edward Sheldon, théâtre de l'Athénée : Adolphe
- 1924 : Pile ou face de Louis Verneuil, théâtre Antoine : le président
- 1930 : Miss France de Georges Berr et Louis Verneuil, théâtre Édouard VII : Plouvier
- 1931 : Pile ou face de Louis Verneuil (reprise), théâtre des Variétés : le président
- 1932 : Une femme ravie de Louis Verneuil, théâtre de Paris : Ménard
- 1934 : L'École des contribuables de Louis Verneuil et Georges Berr, théâtre Marigny : Alfred Menu
- 1935 : Noix de coco de Marcel Achard, théâtre de Paris : Colleville
- 1936 : Fric-Frac d'Édouard Bourdet, théâtre de la Michodière : Mercandieu
- 1941 : Hyménée d'Édouard Bourdet, théâtre de la Michodière : le général
- 1949 : La Galette des rois de Roger Ferdinand, mise en scène Jean Wall, théâtre Daunou : le docteur

## Filmographie
- 1931 :
  - Flagrant délit de Georges Tréville et Hanns Schwarz : le domestique
  - Ma cousine de Varsovie de Carmine Gallone : Archibald Burel
- 1934 :
  - Un jour viendra de Gerhard Lamprecht et Serge Veber
  - La Banque Némo de Marguerite Viel : Biscotte
  - Une femme chipée de Pierre Colombier : Ménard
- 1936
  - Valse royale de Jean Grémillon : Ludwig Tomasoni
  - Les Hommes nouveaux de Marcel L'Herbier : Clemenceau
  - L'École des journalistes de Christian-Jaque : le commandant Dubois
  - Œil de lynx, détective   de  Pierre-Jean Ducis
  - La Porte du large de Marcel L'Herbier : le préfet
- 1937 :
  - La Maison d'en face de Christian-Jaque
  - Une femme qui se partage de Maurice Cammage : Loisel
  - L'Habit vert de Roger Richebé
  - L'Affaire Lafarge de Pierre Chenal : Orfiela
  - Une de la cavalerie de Maurice Cammage
- 1938 :
  - Carrefour de Curtis Bernhardt
  - Trois Valses de Ludwig Berger : l'agent d'assurances
- 1939 :
  - Un de la lune d'André Hugon, court métrage
  - Le Prince Bouboule de Jacques Houssin
  - Grand-père de Robert Péguy : le directeur de l'Œuvre
  - Le Bois sacré de Léon Mathot
- 1940 : Nuit de décembre de Curtis Bernhardt : le médecin au concert de 1939
- 1941 :
  - Fromont jeune et Risler aîné de Léon Mathot
  - Ici l'on pêche de René Jayet
  - Histoire de rire de Marcel L'Herbier : Maisnier
  - Ce n'est pas moi de Jacques de Baroncelli
- 1942 :
  - Dernière Aventure de Robert Péguy
  - Soyez les bienvenus de Jacques de Baroncelli
  - L'assassin habite au 21 d'Henri-Georges Clouzot : le directeur de la P. J. (non crédité)
  - Le Bienfaiteur d'Henri Decoin : le pharmacien
- 1943 :
  - Le Comte de Monte-Cristo de Robert Vernay : l'avocat de Benedetto
  - Au bonheur des dames d'André Cayatte (non crédité)
  - Le Corbeau d'Henri-Georges Clouzot : Fayolle (non crédité)
  - Feu Nicolas de Jacques Houssin : le directeur de Radio Ville
  - Adrien de Fernandel : le sous-chef de bureau (non crédité)
- 1944 :
  - Cécile est morte de Maurice Tourneur : Dr Aubry
  - La Vie de plaisir d'Albert Valentin
- 1945 :
  - Farandole d'André Zwoboda
- 1945 :
  - Échec au roy de Jean-Paul Paulin
  - François Villon d'André Zwoboda : Guillaume de Villon
- 1946 :
  - Monsieur Grégoire s'évade de Jacques Daniel-Norman : M. Croche
  - La Revanche de Roger la Honte d'André Cayatte
  - La Foire aux chimères de Pierre Chenal : le secrétaire de Frank Davis
- 1947 :
  - Le Chanteur inconnu d'André Cayatte : le directeur de l'Opéra
- 1947 : Les Trois Cousines de Jacques Daniel-Norman : Mitaine
- 1948 :
  - Le voleur se porte bien de Jean Loubignac : l'avocat
  - La Vie en rose de Jean Faurez : Monsieur Palisse
  - Clochemerle de Pierre Chenal
  - Impasse des Deux-Anges de Maurice Tourneur : le notaire
  - Justice est faite d'André Cayatte : Gaston, le père de Lucie
- 1951 :
  - Sans laisser d'adresse de Jean-Paul Le Chanois : un journaliste
  - Juliette ou la Clé des songes de Marcel Carné : le notaire